# Isochromodes confusata
Isochromodes confusata är en fjärilsart som beskrevs av J. Peter Maassen 1890. Isochromodes confusata ingår i släktet Isochromodes och familjen mätare. Inga underarter finns listade i Catalogue of Life.